# Tan (Slagerij van Kampen)
Tan is een album (in cd vorm) van de slagwerkgroep Slagerij van Kampen. Dit album is in combinatie met A long walk on a short pier ook uitgebracht als 10-jarig-jubileumalbum.

## Nummers
1. How To Make Ants Meat Around The Bush (Live) (13:11)
2. Yueh Lung (The Laughing Dragon) (7:49)
3. The Hunt (Live) (5:12)
4. In And Out Of The Doldrums (11:19)
5. Quelle Belle Gazelle (Beirout '66) (Live) (10:56)
6. Watusi Warrior Drums (Live) (4:22)